# Дача Бормана
Дача Бормана находится в посёлке Комарово (Курортный район Санкт-Петербурга), на улице Морской, дом № 8. Ж. Борман был также владельцем соседнего загородного особняка с башенкой («Особняк Бормана») по Морской улице, 14.

## История
Некоторые источники подвергают сомнению связь имени Г. Г. Бормана с указанными строениями.
По адресу Морская улица, 8 сохранилось одно строение, фундамент сгоревшего дома и столбы от ворот. Сами ворота хранятся в одном из музеев.
По «плану дачного района Келломяки», составленным для Пожарного общества художником И. А. Владимировым в 1913 году (копия хранится в библиотеке посёлка Комарово) — усадьба (10 га) принадлежала Чижову. Впоследствии этой дачей до Зимней войны 1939—1940 владела семья Рено, породнившаяся с купеческой фамилией Орешниковых.
Владельцы использовали рельеф и естественную растительность территории и устроили в верхней и нижней террасах и литориновом уступе парк с четырьмя искусственными водоёмами, берега которых были обложены камнем. «Вилла Рено превращена была в пансионат. При пансионате Ванды Фёдоровны Орешниковой был огромный сад и парк, тянущийся по склону далеко вниз к берегу Финского залива. На склоне есть много источников, заполняющих каскад 3 больших овала, три пруда в окружении ирисов. Вода каскадами, по белым каменным ступеням перетекала из одного пруда в другой. Внизу находился пруд, величиной почти с небольшое озеро в окружении серебристой ивы, тополей, лип, клёнов. Посередине большого пруда был остров, засаженный сиренью и жасмином. Был причал с маленькой лодкой». После 1917 года владельцы пансионата породнились с семьёй И. П. Павлова, которая выезжала в это поместье.
После 1945 года на вилле был детский сад.

Согласно адресному справочнику «Весь Петербург», Анатолий Эмильевич Рено был совладельцем гостиницы «Франция». Проживал по наб. р. Мойки в доме № 6 вместе с матерью Марией Фёдоровной и братом Сереем Эмильевичем. Владел домами по Мойке 6, Мойке 51, и Херсонской 10.
Изначально участок принадлежал оружейнику Ивану Ивановичу Чижову, который разбил там большой парк с каскадами прудов. фонтанами и беседкой на склоне над Морской улицей. Пруды, остатки фонтанов и развалины беседки сохранились сих пор.
В 1917 году Анатолий Рено приобрёл участки на Морской стороне у Мальвины Эдлер, Евгения Сабинина и И. И. Чижова. После революции 1917 года семейство Рено вернулось во Францию, оставив управляющей виллой родственницу, Ванду Фёдоровну Орешникову, которая открыла там пансион.
С виллой Рено связано имя физиолога, нобелевского лауреата И. П. Павлова. Его сын Владимир в 1927 году женился на Татьяне Орешниковой, и с тех пор Павловы каждый год приезжали на дачу в Келломяки.
В советское время в бывшем пансионе располагался выездной летний детский садик. С конца 1990-х территория пустовала, один из домов сгорел полностью, другой частично. В настоящее время участок куплен частным владельцем.

## Образ в искусстве
- В 2003 году вышла книга Натальи Галкиной «Вилла Рено», где вымышленные и реальные события демонстрируют связь времён, стран, наций и культур.

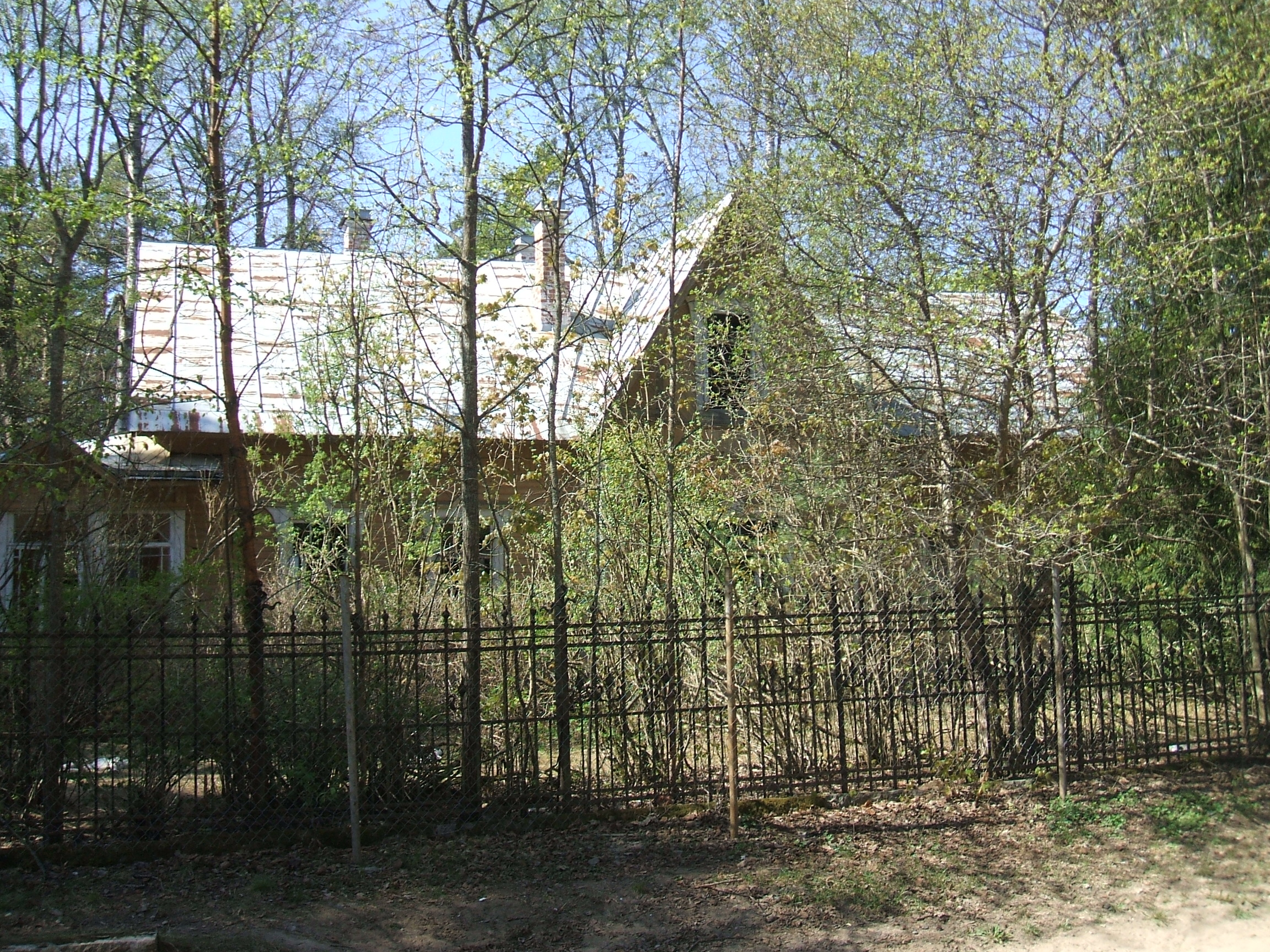
Строение на Морской 8
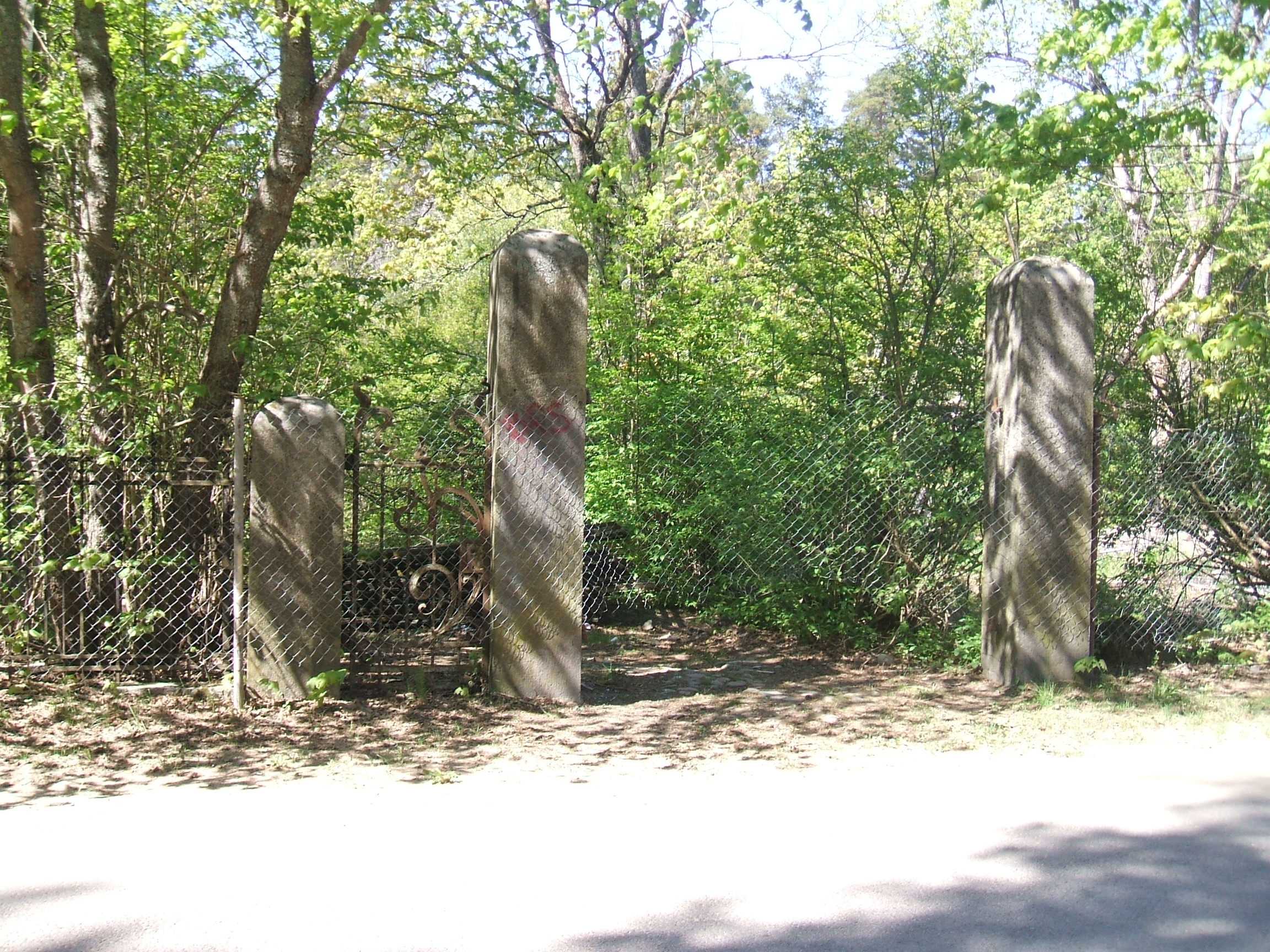
Столбы от ворот

Парк Виллы Рено в 2010 году
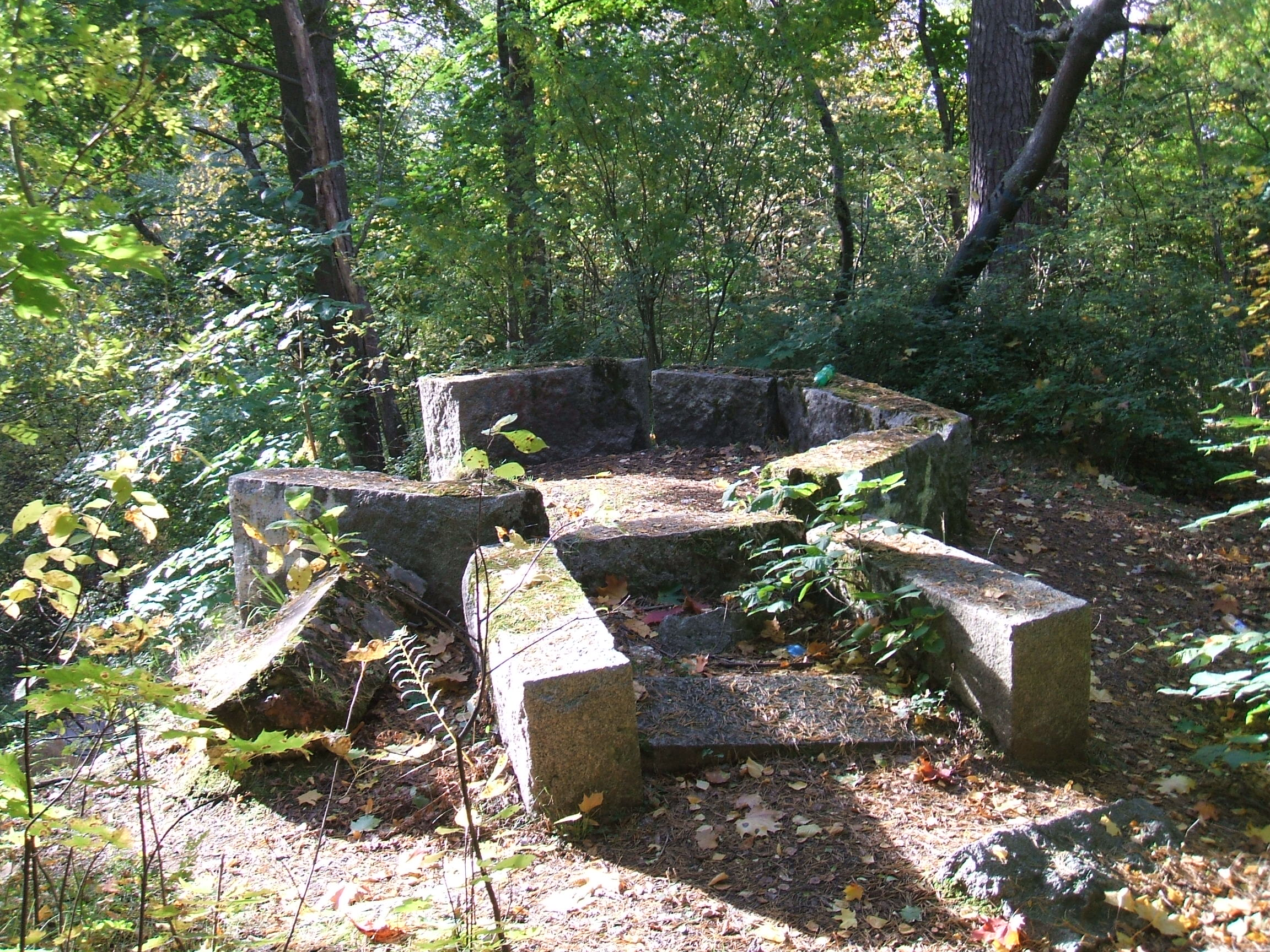
Фундамент беседки над Морской ул.
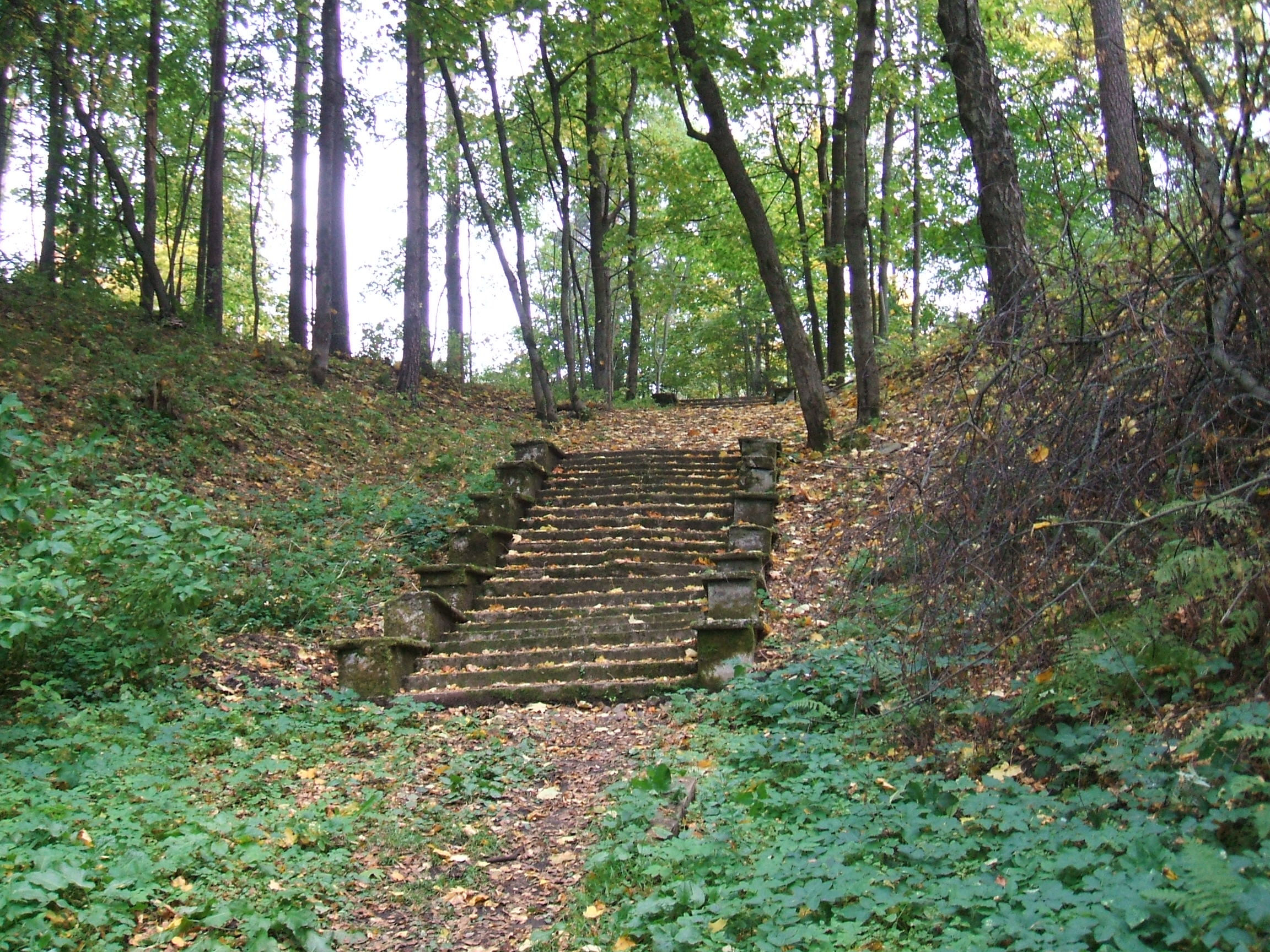
Лестница к каскаду прудов
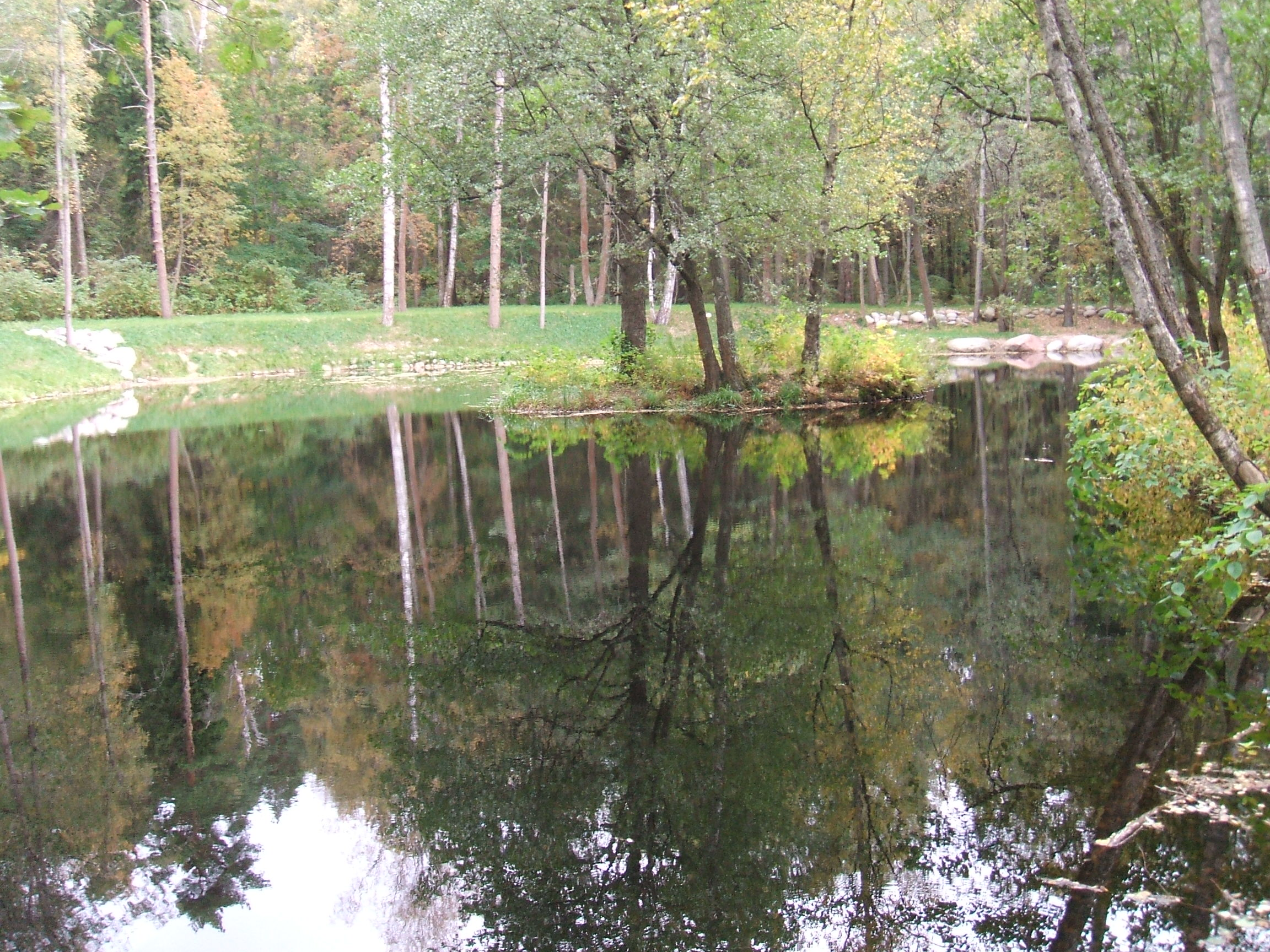
Нижний пруд с островом
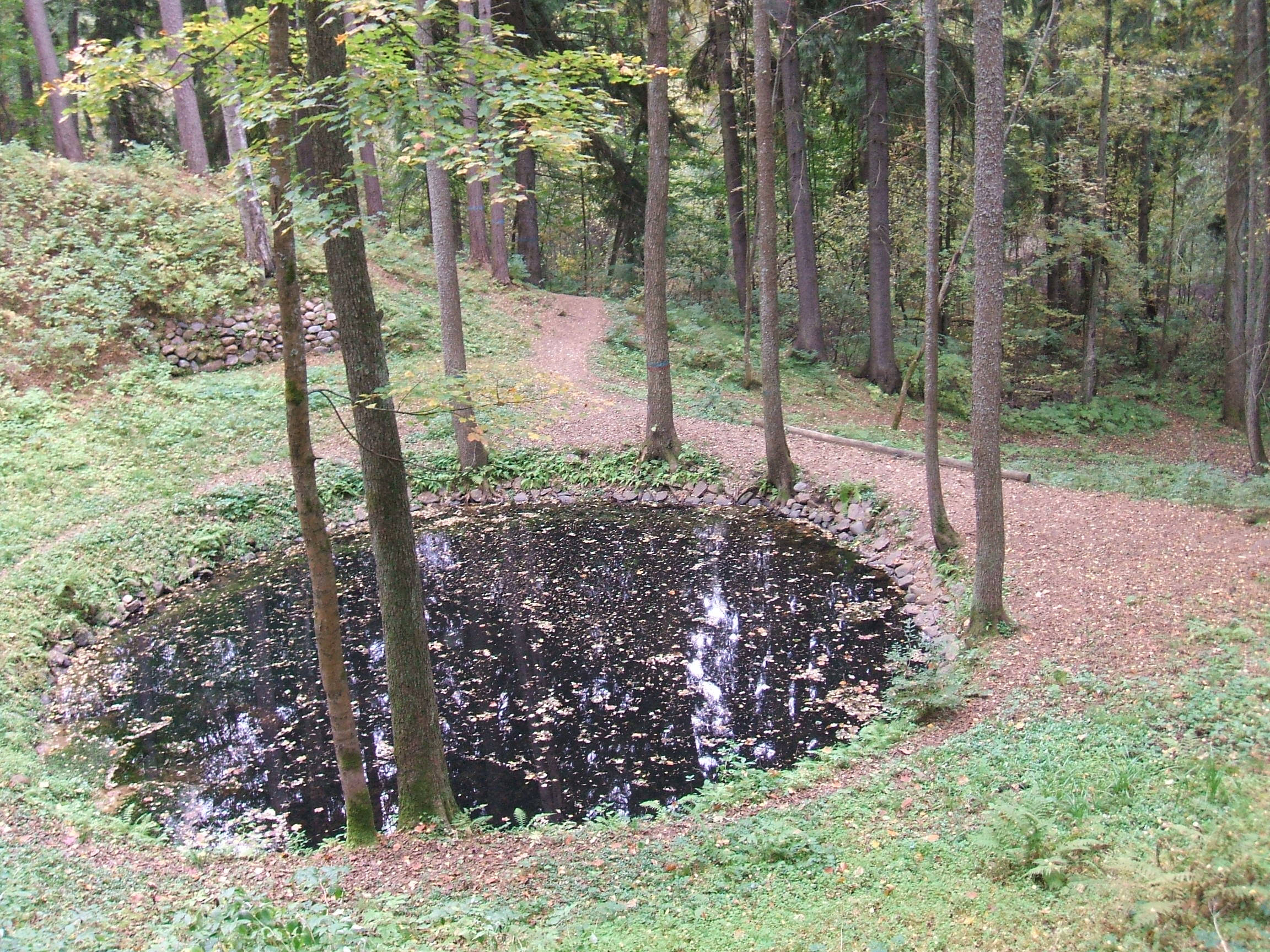
Пруд на среднем ручье

## Аукцион
В сентябре 2010 года Управление государственного заказа Министерства обороны Российской Федерации сообщило о проведении аукциона по продаже высвобождающегося недвижимого военного имущества с начальной ценой 120 360 000 рублей по адресу: г. Санкт-Петербург, посёлок Комарово, ул. Морская, д.8, лит. А, лит. Б. Основание — приказ Министра Минобороны России от 14 сентября 2010 г. № 1252.
На торги выставлено:
- земельный участок с кадастровым номером 78:38:22240:89 общей площадью 28159 м². На основании постановления Правительства РФ от 10 июля 2001 г. № 527 расположен в границах территории объекта культурного наследия федерального значения «Дача».
- нежилое здание, литера А, кадастровый номер 78:22240:0:61, общей площадью 167,90 м². На основании постановления Правительства РФ от 10 июля 2001 г. № 527 относится к числу объектов культурного наследия федерального значения «Дача»
- нежилое здание, литера Б, кадастровый номер 78:22240:0:62, общей площадью 233,90 м². На основании постановления Правительства РФ от 10 июля 2001 г. № 527 относится к числу объектов культурного наследия федерального значения «Дача»[4].

## Реставрация
В настоящее время (после 2000 года) дико заросший склон от поместья в сторону залива вошёл в территорию заказника Комаровский берег. Ведутся работы по восстановлению парка и его содержанию. Восстанавливаются мосты, очищаются пруды, вокруг которых прокладываются дорожки, газоны.
18 ноября 2013 года — сгорело последнее (лит. Б) из сохранившихся здание. Здание загорелось в понедельник вечером, очаг возгорания, предположительно, находился на втором этаже строения. Четыре расчёта ликвидировали пожар к 22 часам. От деревянного строения остался лишь сгоревший остов. Основное здание виллы (лит. А) сгорело в 2005 году. Тогда же утрачена ограда и ворота в стиле модерн. Ранее в 2010 году вилла Рено с участком площадью 28,2 тыс. м² было продано с торгов фирме ООО «Регион». С 2012 года земельный участок был огорожен непроницаемым строительным забором.
2017 год  — на участке построена копия утраченного здания.